# Gábor Totola
Gábor Totola (* 10. Dezember 1973 in Budapest) ist ein ehemaliger ungarischer Degenfechter.

## Erfolge
Gábor Totola gewann 1993 in Linz bei den Europameisterschaften Bronze im Einzel. Im Jahr zuvor hatte er an den Olympischen Spielen in Barcelona teilgenommen, wo er nur im Mannschaftswettbewerb antrat. In diesem erreichte er das Finale, das die ungarische Equipe gegen Deutschland mit 4:8 verlor. Totola erhielt so gemeinsam mit Iván Kovács, Krisztián Kulcsár, Ferenc Hegedűs und Ernő Kolczonay die Silbermedaille.